# Hildegard Körner

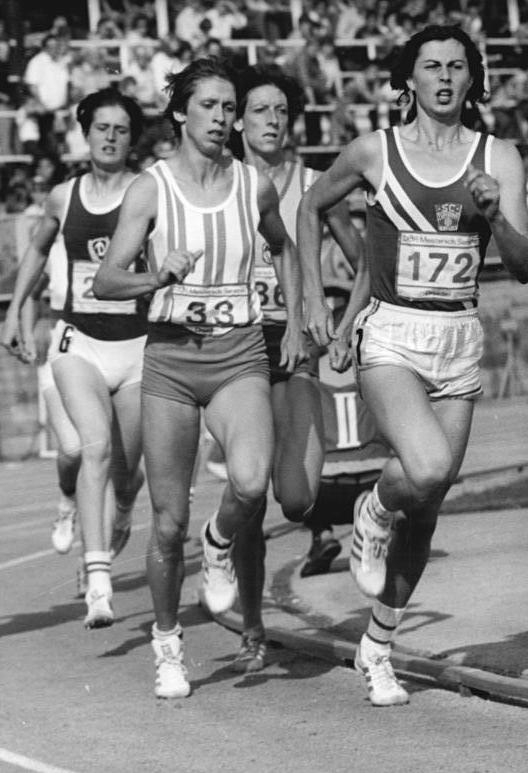
Martina Steuk und Hildegard Ullrich (rechts). Bei den DDR-Leichtathletik-Meisterschaften 1982 in Dresden endete das 800-Meter-Rennen der Frauen mit einer Spurtentscheidung auf der Zielgeraden. Martina Steuk (Nr. 33), sie führt die Jahresbestenliste mit an, besaß das beste Finish.

Hildegard Körner (geb. Ullrich; * 20. Dezember 1959 in Urnshausen) ist eine ehemalige deutsche Leichtathletin und Olympiateilnehmerin (für die DDR startend), die in den 1970er und 1980er Jahren zur Weltspitze im Mittelstreckenlauf gehörte. Ihr größter Erfolg ist der zweite Platz im 1500-Meter-Lauf (3:58,67 min) bei den Leichtathletik-Weltmeisterschaften 1987. Mit dieser Zeit ist sie Zweite der ewigen Deutschen Bestenliste über 1500 m.
1980 startete sie bei den Olympischen Spielen in Moskau im 800-Meter-Lauf und wurde Fünfte (1:57,20 min). Ebenfalls auf fünfte Plätze kam sie bei den Leichtathletik-Europameisterschaften 1978 in Prag und 1982 in Athen (1:57,45 min bzw. 1:58,19 min).
1986 wurde sie mit dem Vaterländischen Verdienstorden in Silber ausgezeichnet.
Hildegard Körner ist 1,68 m groß und wog in ihrer aktiven Zeit 56 kg. Sie startete für den SC Turbine Erfurt.